# 29-я гвардейская танковая бригада
29-я  гвардейская танковая Идрицкая Краснознамённая бригада — танковая бригада Красной армии в годы Великой Отечественной войны.
Сокращённое наименование — 29 гв. тбр.

## Формирование и организация
146-я танковая бригада начала формироваться Директивой НКО № 725599 от 13.10.1941 г. Бригада сформирована по штатам №№ 010/303 - 010/310.
Приказом НКО № 58 от 7 февраля 1943 г. 146-я танковая бригада (II) преобразована в 29-ю гвардейскую.
Директивой ГШ КА № Орг/3/315085 от 01.12.1944 г. переформирована в 29-ю гв. тяжелую танковую бригаду. Срок готовности 27 декабря 1944 г.
30 июня 1945 г. переформирована в 29-й гвардейский тяжелый танко-самоходный полк (в/ч № 54238) 12-й гвардейской  механизированной дивизии.

## Боевой и численный состав
7 февраля 1943 г. преобразована в гвардейскую не меняя штатов №№ 010/345-010/352 от 15.02.1942 г.:
- Управление бригады [штат № 010/345]
- 55-й отд. танковый батальон (штат № 010/346)
- 137-й отд. танковый батальон (штат № 010/346)
- Мотострелково-пулеметный батальон [штат № 010/347]
- Противотанковая батарея [штат № 010/348]
- Зенитная батарея [штат № 010/349]
- Рота управления [штат № 010/350]
- Рота технического обеспечения [штат № 010/351]
- Медико-санитарный взвод [штат № 010/352]

С 25 ноября 1943 г. бригада была переведена на штаты №№ 010/270-010/277 от 31.07.1942:
Управление бригады [штат № 010/270]
- 55-й отд. танковый батальон [штат № 010/271]
- 137-й отд. танковый батальон [штат № 010/272]
- Мотострелково-пулеметный батальон [штат № 010/273]
- Истребительно-противотанковая батарея [штат № 010/274]
- Рота управления [штат № 010/275] Рота технического обеспечения [штат № 010/276]
- Медико-санитарный взвод [штат № 010/277]
- Рота противотанковых ружей (штату № 010/375), включена позднее
- Зенитно-пулеметная рота (штат № 010/451), включена позднее

Директивой ГШ КА № орг/3/2510 от 20.07.1944 г. переведена на штаты №№ 010/500-010/506:
Управление бригады [штат № 010/500]
- 1-й отд. танковый батальон [штат № 010/501], до 23.05.1944 - 55-й отд. танковый батальон
- 2-й отд. танковый батальон [штат № 010/501], до 23.05.1944 - 137-й отд. танковый батальон
- 3-й отд. танковый батальон [штат № 010/501]
- Моторизованный батальон автоматчиков [штат № 010/502]
- Зенитно-пулеметная рота [штат № 010/503]
- Рота управления [штат № 010/504]
- Рота технического обеспечения [штат № 010/505]
- Медсанвзвод [штат № 010/506]

Директивой ГШ КА № Орг/3/315085 от 01.12.1944 г. бригада переводится на новый тяжелый штат. Ее танковые батальоны были перевооружены тяжелыми танками ИС-2 и переформированы в 96-й, 97-й гвардейские тяжелые танковые полки:
- Управление бригады [штат № 010/500]
- 96-й гв. тяжелый танковый полк (штат № 010/460), сформирован на базе 1-го отб.
- 97-й гв. тяжелый танковый полк (штат № 010/460), сформирован на базе 2-го отб.
- 121-й гв. тяжелый самоходно-артиллерийский полк (штат № 010/461) -  27.03.1945 переформирован в 113-й гв. ттп
- Разведывательная рота (штат № 010/526)
- Зенитная рота М-15 (штат № 010/527) Рота управления [штат № 010/504]
- Рота технического обеспечения [штат № 010/505] Медико-санитарный взвод [штат № 010/506]
- Стрелковое отделение отдела контрразведки «СМЕРШ» (штат № 010/5)

## Подчинение
Периоды вхождения в состав Действующей армии:
- с 07.02.1943 по 27.10.1944 года.
- с 05.01.1945 по 28.02.1945 года.

| Дата            | Фронт (округ)             | Армия                  | Корпус | Дивизия | Бригада | Примечания |
| --------------- | ------------------------- | ---------------------- | ------ | ------- | ------- | ---------- |
| 01.03.1943 года | Западный фронт            | 10-я армия             |        |         |         |            |
| 01.04.1943 года | Западный фронт            | 16-я армия             |        |         |         |            |
| 01.05.1943 года | Западный фронт            | 50-я армия             |        |         |         |            |
| 01.06.1943 года | Западный фронт            | 11-я гвардейская армия |        |         |         |            |
| 01.07.1943 года | Западный фронт            | 11-я гвардейская армия |        |         |         |            |
| 01.08.1943 года | Брянский фронт            | 11-я гвардейская армия |        |         |         |            |
| 01.09.1943 года | Брянский фронт            | 50-я армия             |        |         |         |            |
| 01.10.1943 года | Брянский фронт            |                        |        |         |         |            |
| 01.11.1943 года | 2-й Прибалтийский фронт   | 11-я гвардейская армия |        |         |         |            |
| 01.12.1943 года | 2-й Прибалтийский фронт   | 3-я ударная армия      |        |         |         |            |
| 01.01.1944 года | 2-й Прибалтийский фронт   | 3-я ударная армия      |        |         |         |            |
| 01.02.1944 года | 2-й Прибалтийский фронт   | 10-я гвардейская армия |        |         |         |            |
| 01.03.1944 года | 2-й Прибалтийский фронт   | 10-я гвардейская армия |        |         |         |            |
| 01.04.1944 года | 2-й Прибалтийский фронт   | 3-я ударная армия      |        |         |         |            |
| 01.05.1944 года | 2-й Прибалтийский фронт   | 3-я ударная армия      |        |         |         |            |
| 01.06.1944 года | 2-й Прибалтийский фронт   | 3-я ударная армия      |        |         |         |            |
| 01.07.1944 года | 2-й Прибалтийский фронт   | 3-я ударная армия      |        |         |         |            |
| 01.08.1944 года | 2-й Прибалтийский фронт   | 3-я ударная армия      |        |         |         |            |
| 01.09.1944 года | 2-й Прибалтийский фронт   | 10-я гвардейская армия |        |         |         |            |
| 01.10.1944 года | 2-й Прибалтийский фронт   | 42-я армия             |        |         |         |            |
| 01.11.1944 года | 2-й Прибалтийский фронт   |                        |        |         |         |            |
| 01.12.1944 года | РВГК                      |                        |        |         |         |            |
| 01.01.1945 года | РВГК                      |                        |        |         |         |            |
| 01.02.1945 года | 2-й Белорусский фронт     | 48-я армия             |        |         |         |            |
| 01.03.1945 года | Белорусский военный округ |                        |        |         |         |            |
| 01.04.1945 года | Белорусский военный округ |                        |        |         |         |            |
| 01.05.1945 года | Белорусский военный округ |                        |        |         |         |            |

## Командиры

### Командиры бригады
- Доценко Алексей Иванович, ид, подполковник, 07.02.1943 - 00.03.1943 года.[1]
- Токарев Сергей Иванович, полковник (тяжело ранен и эвакуирован в госпиталь), 00.03.1943 - 30.07.1943 года.[2]
- Юдин Георгий Лаврентьевич, ид, подполковник, с 09.09.1943 полковник, 30.07.1943 - 04.11.1943 года.[3]
- Юдин Георгий Лаврентьевич, полковник, 04.11.1943 - 20.12.1943 года.
- Сивков Михаил Сергеевич, врио. подполковник, на 12.1943 года.
- Павловский Григорий Тимофеевич, врио, подполковник,26.12.1943 - 18.01.1944 года.[4]
- Юдин Георгий Лаврентьевич, полковник (13.07.1944 легко ранен), 18.01.1944 - 13.07.1944 года.
- Ячник Сергей Фёдорович, полковник, ид, 16.07.1944 - 20.11.1944 года.[5]
- Ячник Сергей Фёдорович, полковник, 20.11.1944 - 10.06.1945 года.

### Заместитель командира бригады по строевой части
- Жуков Николай Григорьевич, подполковник,00.06.1943 - 12.08.1943 года.[6]
- Земляной Андрей Григорьевич, подполковник, 15.08.1943 - 05.09.1943 года.[7]
- Шило Макар Антонович, подполковник (14.07.1944 пропал б/вести)[8]
- Давиденко Василий Антонович, подполковник, 19.07.1944 - 00.10.1944 года.[9]
- Шестопалов Иосиф Львович, полковник, на 01.1945 года.[10]

### Начальники штаба бригады
- Савельев Иван Григорьевич, майор, 00.02.1943 - 00.04.1943 года.[11]
- Галата Иван Петрович, майор, 00.04.1943 - 00.09.1943 года.[12]
- Лущенко Николай Акимович, майор, на 17.09.1943 года.[13]
- Добров Сергей Андреевич, подполковник, на 06.01.1945 года.[14]
- Щербатюк Андрей Калинович, подполковник, на 06.01.1945 - 10.06.1945 года.[15]

### Начальник политотдела, заместитель командира по политической части
- Лаврухин Василий Тарасович, подполковник, с 10.08.1943 полковник, 07.02.1943 - 07.02.1944 года.[16]
- Галкин Михаил Алексеевич, подполковник (20.08.1944 погиб в бою), 07.02.1944 - 20.08.1944 года.
- Мохначев Георгий Александрович, подполковник. 24.08.1944 - 30.12.1945 года.[17]

## Отличившиеся воины
- Зайцев, Василий Иванович, лейтенант, командир взвода танков Т-34 1-го танкового батальона.

## Награды и наименования
| Награда, наименование            | Документ о награждении                                                          | За что получена |
| -------------------------------- | ------------------------------------------------------------------------------- | --- |
| Почётное звание «Гвардейская»    | присвоено приказом Народного комиссара обороны СССР № 57 от 7 февраля 1943 года | за проявленную отвагу в боях за Отечество с немецкими захватчиками, за стойкость, мужество, дисциплину и организованность, за героизм личного состава                                 |
| Орден Красного Знамени           | указ Президиума Верховного Совета СССР от 09.08.1944 года.                      | за успешное выполнение заданий командования в боях с немецкими захватчиками, за овладение городами Даугавпилс (Двинск) и Резекне (Режица) и проявленные при этом доблесть и мужество. |
| Почётное наименование «Идрицкая» | приказ Верховного главнокомандующего № 208 от 23.07.1944                        | за проявленную отвагу в боях за Отечество с немецкими захватчиками, за стойкость, мужество, дисциплину и организованность, за героизм личного состава при освобождении города Идрица. |